# Port lotniczy Lodwar
Port lotniczy Lodwar (IATA: LOK, ICAO: HKLO) – port lotniczy położony w Lodwarze, w Kenii.

## Kierunki lotów i linie lotnicze
| Linia Lotnicza            | Kierunek                                         |
| ------------------------- | ------------------------------------------------ |
| Aircraft Leasing Services | 1. Lokichogio 2. Nairobi-Wilson                  |
| Fly540                    | 1. Eldoret                                       |
| Fly-SAX                   | 1. Nairobi-Wilson Sezonowo: 1. Eldoret 2. Kitale |
| Skyward Express           | 1. Nairobi-Wilson                                |